# Kvant-2
Kvant-2 (rusky Квант-2, index GRAU 11F11D, typové označení 77KSD, výrobní číslo 171-01) byl třetí modul stanice Mir (po základním bloku a modulu Kvant). Byl určen pro dovybavení Miru zařízením, které pro příliš velkou hmotnost nemohlo být umístěno v základním bloku, dále nesl zásobu paliva a spotřebních látek. Modul na oběžnou dráhu Země vynesla raketa Proton-K 26. listopadu 1989, ke stanici se připojil 6. prosince téhož roku. Součástí stanice zůstal už natrvalo, zanikl společně s celým komplexem Mir 23. března 2001.

## Popis

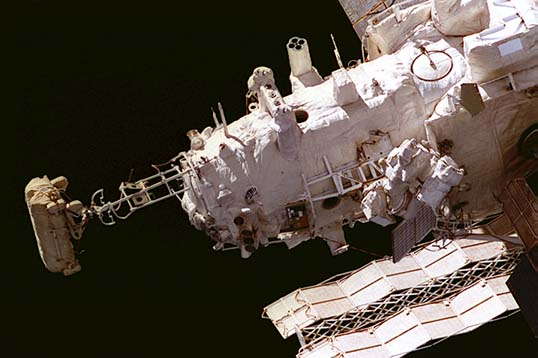
Modul Kvant 2 jako součást Miru

Jeho konstrukce je odvozena od dopravní lodi TKS původně určené pro vojenské stanice Almaz. Modul se skládal ze tří hermetizovaných částí: z nákladní s přístroji, pozorovací vědecké a speciální přechodové kabiny. Nacházela se v něm i přechodová komora pro výstup do otevřeného prostoru a vybavení potřebné pro činnost kosmonautů mimo stanici, systém regenerace pitné vody a sprchový kout. Modul byl dlouhý 13,7 m, široký 4,35 m (v maximálním průměru) a vážil 19,5 tuny. Nesl dvě křídla solárních panelů s celkovou plochou 53 m².